# Једног дана љубав
„Једног дана љубав” је југословенски кратки филм из 1969. године. Режирао га је Радомир Шарановић а сценарио су написали Вук Крњевић и Михајло Секулић.

## Улоге
| Глумац            | Улога |
| ----------------- | ----- |
| Светлана Бојковић |       |
| Тони Лауренчић    |       |